# Sobralia scopulorum
Sobralia scopulorum är en orkidéart som beskrevs av Heinrich Gustav Reichenbach. Sobralia scopulorum ingår i släktet Sobralia och familjen orkidéer. Inga underarter finns listade i Catalogue of Life.

## Bildgalleri

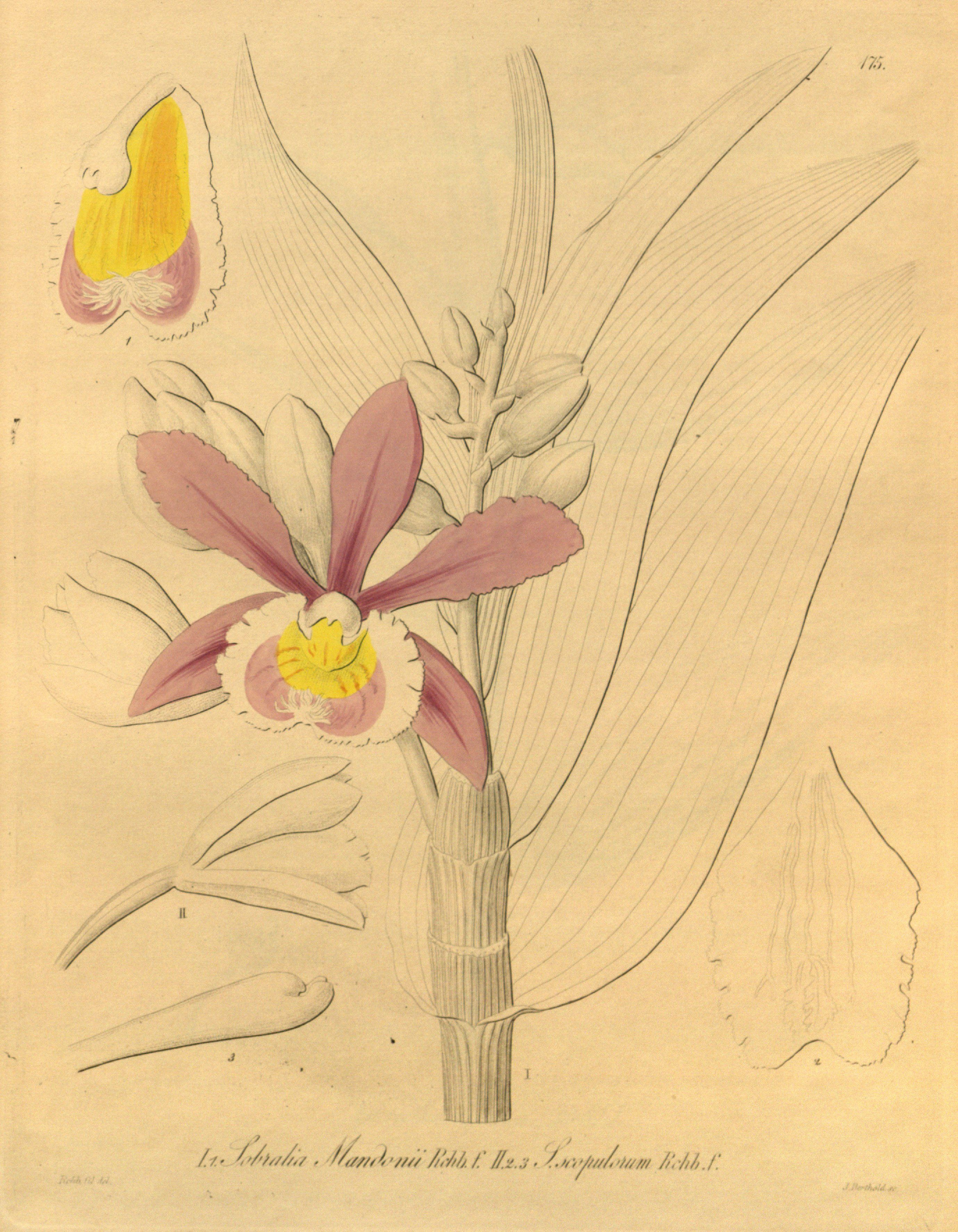